# Justus Ludwig Adolph Roth
Justus Ludwig Adolf Roth (Amburgo, 15 settembre 1818 – 1º aprile 1892) è stato un geologo e mineralogista tedesco.
Considerato uno dei padri fondatori della scienza petrografica, nei suoi articoli pubblicati si occupò del metamorfismo e degli scisti cristallini, discusse l'origine del serpentino e descrisse le rocce del Vesuvio e dell'isola di Ponza.

## Biografia
Ha studiato alle università di Tubinga e Jena. Nel 1844 ottenne il dottorato presso l'Università di Jena e trascorse gli anni successivi lavorando come farmacista ad Amburgo. Nel 1848 si trasferì a Berlino, dove subì l'influenza di Gustav Rose e Heinrich Ernst Beyrich. Nel 1867 divenne professore associato di mineralogia all'Università di Berlino.
Ha pubblicato principalmente su argomenti di cristallografia e vulcanologia e ha scritto due volumi sulla geologia chimica in età avanzata. Roth ha anche partecipato alla mappatura geologica della Slesia, ha scritto rapporti annuali sulla geografia fisica per il progresso della fisica e ha curato l'opera lasciata in eredità di Eilhard Mitscherlich Über die vulkanischen Erscheinungen in der Eifel (Berlino 1865).
Nel 1864 fu eletto membro dell'Accademia tedesca delle scienze Leopoldina e nel 1867 membro a pieno titolo dell'Accademia Reale Prussiana delle Scienze. Nel 1889 fu eletto membro corrispondente dell'Accademia delle scienze di Gottinga.
Justus Roth morì nel 1892 all'età di 73 anni e fu sepolto nell'Alter St.-Matthäus-Kirchhof a Schöneberg vicino a Berlino (la tomba è andata perduta).

## Opere pribcipali
- Die Kugelformen im Mineralreich (Dresden und Leipzig 1844);
- Der Vesuv und die Umgebung von Neapel (Berlin 1857);
- Die Gesteinanalysen in tabellarischer Übersicht und mit kritischen Erläuterungen (Berlin 1861), ein Werk, zu welchem die Beiträge zur Petrographie der plutonischen Gesteine (1869, 1873, 1879, 1884) als Fortsetzung gehören;
- Über den Serpentin und die genetischen Beziehungen desselben (Berlin 1870);
- Über die Lehre vom Metamorphismus und die Entstehung der kristallinischen Schiefer (Berlin 1871);
- Studien am Monte Somma (Berlin 1877);
- Flusswasser, Meerwasser, Steinsalz. Habel, Berlin 1878
- Allgemeine und chemische Geologie (daselbst 1879 bis 1887, Bd. 1 u. 2)
- Über die Erdbeben. Habel, Berlin 1882